# 亚历山大·叶菲莫夫
亚历山大·尼古拉耶维奇·叶菲莫夫（俄语：Александр Николаевич Ефимов；1923年2月6日—2012年8月31日）是前苏联飞行员，军事领导人。前蘇聯空軍总司令，空军元帅，两次获得蘇聯英雄荣誉称号。

## 早年与教育
1923年生于沃羅涅日省康杰米罗夫卡村一个铁路工人家庭，在米列罗沃长大。1940年中学毕业后加入当地的航空俱乐部。1941年5月加入工农红军，1942年6月毕业于卢甘斯克军事飞行员学校。同年8月被分配到苏德战争前线驻扎在卡緬卡的某后备航空团。

## 战斗生涯
1942年11月，他被调到第198突击航空团。期间从普通飞行员晋升到副中队长，中队长，大队长。1943年加入联共（布）。1944年7月，他在白俄罗斯第2方面军第4航空集团军内驾驶伊尔-2对地攻击机累计完成战斗出动100余次，成功完成对纳粹敌军机场、渡口和交通设施的侦察和伏击任务。10月被授予苏联英雄金星奖章。到1945年5月战争胜利时，他已经累计完成第222次战斗出动，共摧毁了近90架敌机，在排行榜名列前茅，因此于8月18日被授予第二枚金星奖章。

## 战后
1951年毕业于莫尼诺空军学院，1955年入总参谋部军事学院深造两年。1960年晋升空军少将。1964年至1969年任喀尔巴阡军区空军司令。1969年3月成为空军第一副总司令。1970年获得苏联功勋军事飞行员称号，1975年4月29日晋升为空军元帅。
1984年底庫塔霍夫去世后，成为代理司令。1985年2月至1990年7月，担任蘇聯空軍总司令兼国防部副部长。1990年至1993年，担任国家航空管制委员会主席。1993年退役。在他的军旅生涯中驾驶过伊尔-2、伊尔-10、伊尔-14、伊尔-28、里蘇諾夫Li-2、Mi-1直升機、Mi-4直昇機、米格-15战斗机、米格-17战斗机、米格-21戰鬥機、图-104和图-124等机种，累计飞行时间超过3000小时。
晚年致力于退伍军人的交流活动。2012年8月31日因心脏病发作在莫斯科逝世，享年90岁。9月4日被安葬在新圣女公墓。

## 荣誉
苏联
- 蘇聯英雄荣誉称号及金星奖章（1944年10月26日、1945年8月18日）
- 苏联功勋军事飞行员荣誉称号（1970年8月17日）
- 苏联国家奖（1984年11月3日）
- 多枚列寧勳章
- 十月革命勋章（1988年2月19日）
- 五枚紅旗勳章
- 亚历山大·涅夫斯基勋章（1944年8月1日）
- 两枚一级衛國戰爭勳章（1943年、1985年）
- 红星勋章（1956年12月30日）
- 三级在蘇聯武裝力量中為祖國服務勳章（1976年2月17日）

俄罗斯联邦
- 勇气勋章（2000年7月12日）
- 二级、三级、四级祖国功勋勋章各一枚

其他
- 波兰复兴勋章
- 古巴“革命武装部队二十周年”金质纪念章（1978年）[8]

## 注脚
1. ↑  Zolotarev & Loginov 2007，第9頁.
2. ↑  Simonov & Bodrikhin 2017，第128頁.
3. ↑  Chuev 1998，第124頁.
4. ↑  Simonov & Bodrikhin 2017，第128-130頁.
5. ↑  Zolotarev & Loginov 2007，第82頁.
6. ↑  Simonov & Bodrikhin 2017，第130-132頁.
7. ↑  . 莫斯科墓葬.   [2019-10-21]. （原始内容存档于2020-02-15）.
8. ↑  . 人民日报. 1978年3月1日: 第6版.